# Detritivora barnesi
Detritivora barnesi is een vlindersoort uit de familie van de prachtvlinders (Riodinidae), onderfamilie Riodininae.
Detritivora barnesi werd in 2001 beschreven door Hall, J & Harvey.